# Championnats d'Afrique de tennis de table 2018
Navigation
Championnats d'Afrique 2016 Championnats d'Afrique 2021
Les Championnats d'Afrique de tennis de table 2018 ont lieu du 3 au 9 septembre 2018 au Centre national de Beau-Bassin, de Port-Louis à Maurice,,

## Médaillés
| Épreuves | Or                                                                          | Argent                                                                                    | Bronze                                                                                          |
| -------- | --------------------------------------------------------------------------- | ----------------------------------------------------------------------------------------- | ----------------------------------------------------------------------------------------------- |
| Hommes   |                                                                             |                                                                                           |                                                                                                 |
| Simple   | Quadri Aruna                                                                | Ahmed Saleh (en)                                                                          | Olajide Omotayo                                                                                 |
| Simple   | Quadri Aruna                                                                | Ahmed Saleh (en)                                                                          | Segun Toriola                                                                                   |
| Double   | Assar Khalid Youssef Abdel-Aziz                                             | Mohamed El-Beiali Ahmed Saleh (en)                                                        | Quadri Aruna Segun Toriola                                                                      |
| Double   | Assar Khalid Youssef Abdel-Aziz                                             | Mohamed El-Beiali Ahmed Saleh (en)                                                        | Ali Kanaté Oba Kizito Oba                                                                       |
| Équipe   | Nigeria Bode Abiodun Quadri Aruna Tobi Falana Olajide Omotayo Segun Toriola | Égypte Youssef Abdel-Aziz Khalid Assar Mohamed El-Beiali Aly Ghallab Ahmed Saleh (en)     | Togo Komi-Mawussi Agbetoglo Soudes Alassani Atarou Assou Kokou Dodji Fanny Fessou Lawson-Gaizer |
| Équipe   | Nigeria Bode Abiodun Quadri Aruna Tobi Falana Olajide Omotayo Segun Toriola | Égypte Youssef Abdel-Aziz Khalid Assar Mohamed El-Beiali Aly Ghallab Ahmed Saleh (en)     | Algérie Larbi Bouriah Sami Kherouf Mohamed Lazazi                                               |
| Femmes   |                                                                             |                                                                                           |                                                                                                 |
| Simple   | Dina Meshref                                                                | Reem EL Eraky                                                                             | Offiong Edem (en)                                                                               |
| Simple   | Dina Meshref                                                                | Reem EL Eraky                                                                             | Amira Yousry                                                                                    |
| Double   | Yousra Abdel Razek Dina Meshref                                             | Yousra Helmy Dina Meshref                                                                 | Simeen Mookrey Danisha Patel                                                                    |
| Double   | Yousra Abdel Razek Dina Meshref                                             | Yousra Helmy Dina Meshref                                                                 | Katia Kessaci Lynda Loghraibi                                                                   |
| Équipe   | Égypte Farah Abdel-Aziz Reem EL-Eraky Yousra Helmy Dina Meshref Alaa Saad   | Nigeria Funmiola Ajala Offiong Edem (en) Janet Effiom Esther Oribamise Olufunke Oshonaike | Algérie Katia Kessaci Sannah Lagsir Lynda Loghraibi                                             |
| Équipe   | Égypte Farah Abdel-Aziz Reem EL-Eraky Yousra Helmy Dina Meshref Alaa Saad   | Nigeria Funmiola Ajala Offiong Edem (en) Janet Effiom Esther Oribamise Olufunke Oshonaike | Afrique du Sud Simeen Mookrey Nthabiseng Mtshoelibe Thabisile Mtshoelibe Danisha Patel          |
| Mixte    |                                                                             |                                                                                           |                                                                                                 |
| Double   | Ahmed Saleh (en) Dina Meshref                                               | Segun Toriola Olufunke Oshonaike                                                          | Khalid Assar Yousra Helmy                                                                       |
| Double   | Ahmed Saleh (en) Dina Meshref                                               | Segun Toriola Olufunke Oshonaike                                                          | Mohamed El-Beiali Farah Abdelaziz                                                               |